# Teresina Tua

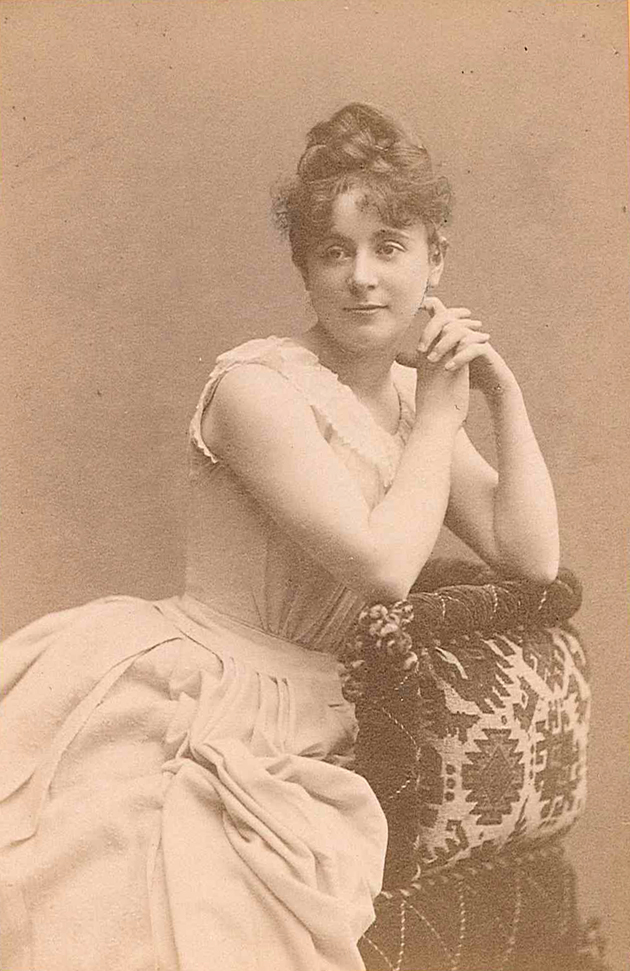
Teresina Tua fotograferad av Gösta Florman under en av sina Sverigeturnéer.

Maddalena Maria Teresa "Teresina" Tua, född den 24 april 1866 i Turin, död den 28 oktober 1956 i Rom, var en på sin tid mycket uppburen italiensk violinist, känd som "l'angelo del violino" (i Sverige som "violinälvan). Många uppslagsverk anger felaktigt hennes namn som Maria Felicità Tua. Detta är en förväxling med hennes syster, född den 22 maj 1867 och död kort tid därefter. När prästen i hennes födelseförsamling ombads skicka Teresinas födelseattest till Musikkonservatoriet i Paris så skickade han av misstag hennes döda systers papper, varför alla dokument från konservatoriet innehåller dessa felaktiga namnuppgifter.

## Biografi
Tua, som varit elev till Lambert-Joseph Massart vid Conservatoire de Paris, turnerade flitigt över hela Europa under slutet av 1800-talet, däribland i Sverige 1884, början av 1885 och 1886. I detta land blev hon bland annat känd för att vid det senare tillfället ha charmat lundastudenterna så vid en konsert (tillsammans med Salomon Smith) på Akademiska Föreningen i Lund den 5 oktober 1886 att dessa kort därefter lät uppkalla ett kafé i de lokaler där Tua bott efter henne (se Tua). Historien om detta har bland annat skildrats i Axel Wallengrens självbiografiska novell Mannen med två hufvuden. Uppenbarligen gjorde Sverigeturnéerna även intryck på Teresina Tua själv. Revyförfattaren Emil Norlander har berättat hur han och en svensk reskamrat under en vistelse i Saint-Emilion i Frankrike 1907 överraskades av att bli tilltalade med orden "Min skål, din skål och alla vackra flickors skål!" samt "Hälsa Sverige!" av en okänd kvinna. Det visade sig vara Tua.
Teresina Tua gjorde stor succé även i andra länder, särskilt hos den yngre manliga publiken men också hos andra musiker. Efter en konsert i Helsingfors drog publiken hennes vagn åt henne hem efter konserten. Vid en turné i Ryssland ackompanjerades hon av en ung Sergej Rachmaninov, och Edvard Grieg skall ha inspirerats till sin violinsonat efter att ha hört henne. När hon hösten 1887 även framträdde i USA, beskrev en recensent henne lyriskt som "a most charming woman, who courtesies and smiles so as to put every susceptible man's heart in a flutter, and who plays the violin exceedingly well". Hennes armar ansågs enligt New York Times vara välutvecklade 
Teresina Tua verkade också som lärare, och till hennes elever hörde Luigi Enrico Ferro samt den italiensk-amerikanske kompositören Vittorio Giannini. Hon har fått ett torg uppkallat efter sig i staden Sondrio. En Stradivarius från 1709 som tillhört henne förvaras numera i instrumentsamlingen på konservatoriet i Turin.
Tua gifte sig första gången 1889 med musikkritikern greve Franchi-Verney della Valetta (1848-1911) och andra gången 1913 med greve Emilio Quadrio de Maria Pontaschielli (1858-1933).